# Poranopsis
Poranopsis ist eine in Asien vorkommende, drei Arten umfassende Pflanzengattung aus der Familie der Windengewächse (Convolvulaceae).

## Beschreibung

### Vegetative Merkmale
Poranopsis sind Lianen, deren untere Sprossachsen verholzt und unbehaart sind und deren Triebspitzen krautig und mit zweiarmigen Trichomen fahlgelbrot oder grau filzig bis seidig behaart sind. Das Wurzelsystem besteht aus Faserwurzeln. Die Laubblätter besitzen einen drehrunden oder abgeflachten Blattstiel, der einen leicht ausgeprägten Pulvinus ausbildet. Die Blattspreite ist herzförmig-eiförmig, häutig und oftmals runzelig. Die Blattoberseite ist mäßig flaumhaarig besetzt, die Blattunterseite ist dicht behaart. Die Blattaderung ist fußförmig.

### Blütenstände und Blüten
Die Blütenstände stehen in den Achseln oder selten auch endständig. Sie werden von Hochblättern begleitet und sind rispenförmig. Die kleinen, oftmals duftenden Blüten stehen in Gruppen an den Knoten des Blütenstands. Die Hochblätter sind laubblattartig; Textur, Behaarung und Aderung gleicht den Laubblättern.
Direkt unterhalb des Kelches stehen zwei schuppenartige Vorblätter. Die fünf Kelchblätter stehen frei voneinander, überlappen sich dachziegelartig (quincuncial) und umfassen die Basis der Kronröhre. An der Frucht sind die Kelchblätter ungleichmäßig vergrößert. Die Krone ist trichter- oder glockig-trichterförmig, der Kronsaum ist mit fünf Lappen besetzt, die in der Knospe gefaltet, aber nicht ineinander verdreht sind. Die Staubfäden der fünf Staubblätter sind mit der Basis der Kronröhre verwachsen, oberhalb der Verwachsung stehen sie frei und sind fadenförmig. Die weniger als 1 mm langen Staubbeutel sind elliptisch geformt und springen längs auf. Die Pollenkörner sind tricolpat und nicht-stachelig. Der Stempel ragt nicht über die Krone hinaus, der Blütenboden ist ringförmig oder kann fehlen. Der Fruchtknoten ist einkammerig und enthält vier basale, aufrecht stehende Samenanlagen. Der Griffel ist einfach oder kann fehlen, die endständige Narbe ist zweikugelförmig.

### Früchte und Samen
Die Früchte sind kugelförmige bis elliptische Nussfrüchte, an deren Spitze oftmals der beständige Griffel steht. Sie sind häutig, glatt oder leicht gerunzelt. Die Früchte werden vollständig oder teilweise von den Kelchblättern umschlossen, die äußeren drei sind dabei stark vergrößert, dann eiförmig oder nahezu kreisförmig. Die Ränder sind frei oder teilweise miteinander an der Basis verwachsen. Die inneren zwei Kelchblätter sind nur leicht vergrößert und oftmals sichelförmig. Alle Kelchblätter sind an der frucht dünn häutig, die Aderung ist hervortretend und dunkler gefärbt, sie besteht aus einer Mittelader und feineren netzartigen Nebenadern.
Die Früchte enthalten einen einzelnen Samen, dieser ist rötlich braun bis schwarz gefärbt, glatt und unbehaart, sein Hilum ist kreisförmig oder seltener halbkreisförmig.

## Vorkommen
Die Arten der Gattung Poranopsis kommen auf dem indischen Subkontinent bis ins südwestliche China sowie in ganz Südostasien vor.

## Systematik

### Äußere Systematik
Innerhalb der Windengewächse wird die Gattung nach molekularbiologischen Erkenntnissen in die Tribus Cardiochlamyeae eingeordnet. Neben der Gattung Poranopsis zählen die Gattungen Cardiochlamys, Cordisepalum, Duperreya, Dinetus und Tridynamia ebenfalls zu dieser Tribus.

### Innere Systematik
Zur Gattung Poranopsis werden drei Arten gezählt:
- Poranopsis discifera (C.K.Schneid.) Staples: Sie kommt von China bis Malesien vor.[2]
- Poranopsis paniculata (Roxb.) Roberty: Sie kommt von Indien bis Myanmar und Tibet vor.[2]
- Poranopsis sinensis (Hand.-Mazz.) Staples:Die Heimat ist China.[2]

Die Typusart ist Poranopsis paniculata.